# Intensive Tierhaltung

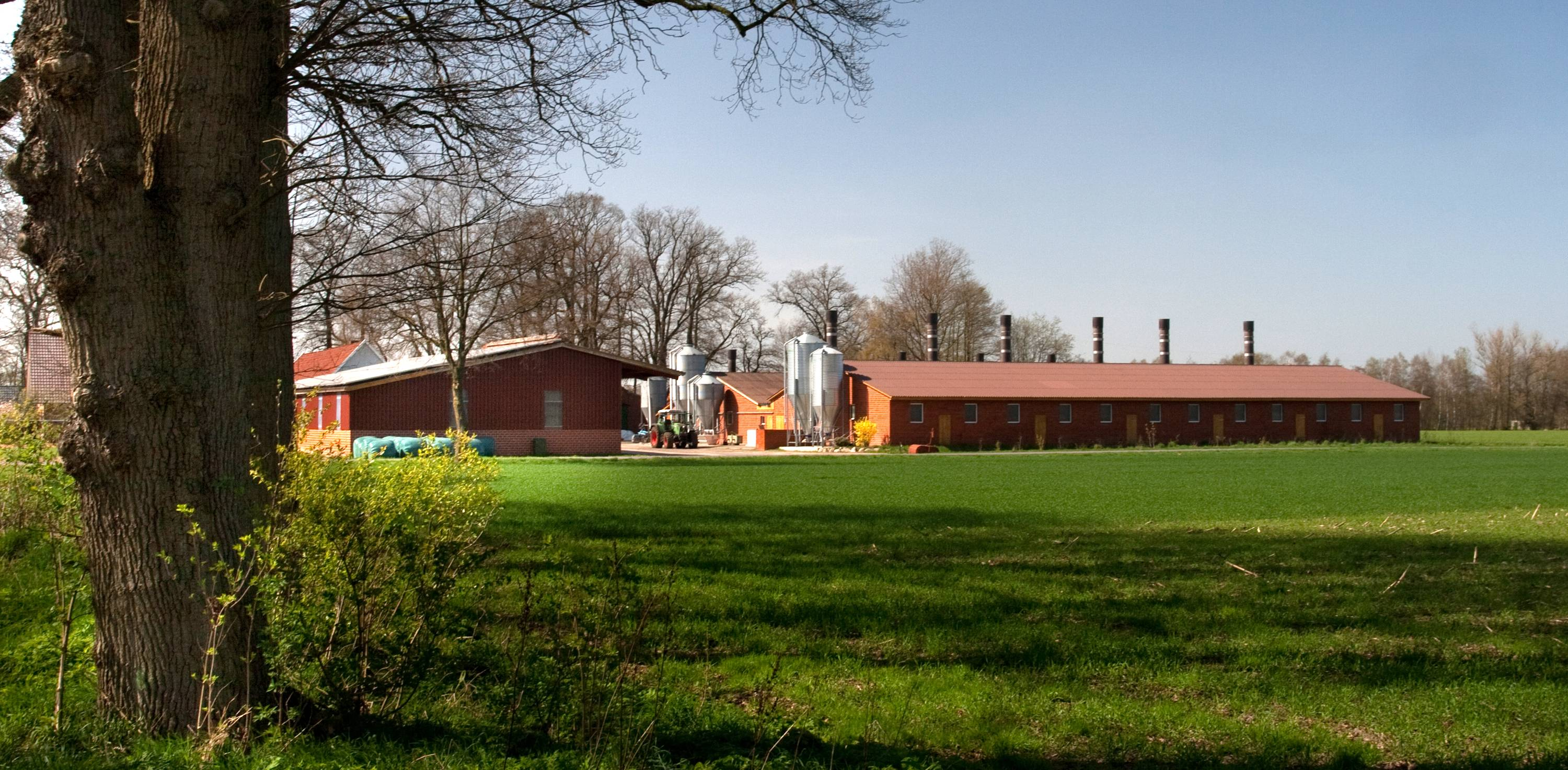
Stallanlage im niedersächsischen „Schweinegürtel“

Intensive Tierhaltung, Intensivtierhaltung, Industrielle Tierhaltung oder Massentierhaltung, kurz auch Intensivhaltung, bezeichnet die technisierte Viehhaltung meist nur einer einzigen Tierart in ländlichen Großbetrieben mit nicht ausreichend verfügbaren landwirtschaftlichen Nutzflächen, um die benötigten Futtermittel selbst zu erzeugen. Das primäre Ziel ist dabei die größtmögliche Erhöhung des erwirtschafteten Ertrages. Die Intensive Tierhaltung einer größeren Anzahl von Tieren wird oft auch als Massentierhaltung bezeichnet.
Die intensive Tierhaltung unterscheidet sich von der extensiven und der artgerechten Haltung durch geringeren Flächenbedarf und stärkere Nutzung anderer Produktionsfaktoren. Systeme der Intensivtierhaltung sind insbesondere in Industrieländern verbreitet, verzeichnen jedoch hohe Wachstumsraten in einigen Entwicklungsländern. Mit der Intensivierung geht häufig eine Vergrößerung der durchschnittlichen Betriebsgröße einher.
Herausforderungen bei der intensiven Haltung bestehen insbesondere im Bereich von Tierwohl, Wasser- und Energieverbrauch und bei der Entsorgung der Tierausscheidungen. Durch Gülleausbringung besteht die Gefahr der Überdüngung und Grundwasserbelastung durch Nitrate sowie eine Geruchsbelästigung.
Der Tierschutz und die Problematik des Tierwohls, die Antibiotikaresistenzbildung und deren Einfluss auf die Humanmedizin sind seit langem Gegenstand von Diskussionen.

## Definition

### International
Gemäß verschiedener Richtlinien wie der 85/337/EWG über die Umweltverträglichkeitsprüfung bei bestimmten öffentlichen und privaten Projekten unterliegen auch landwirtschaftliche Betriebe einem umweltschutzrechtlichen Überprüfungs- und Genehmigungsverfahren. Als Grenzwerte nennt das deutsche Gesetz über die Umweltverträglichkeitsprüfung, mit der die EU-Richtlinie in nationales Recht übernommen wurde, bei Anlagen zur Intensivhaltung oder -aufzucht von Geflügel oder Schweinen als Grenzwert 40.000 Plätze für Geflügel, 3.000 Plätze für Mastschweine (über 30 kg), 900 Plätze für Sauen und bei intensiver Aquakultur eine Produktionskapazität von 1000 t Fisch oder Muscheln pro Jahr. Zudem wird der Viehbesatz vom Gesetzgeber durch mehrere Vorschriften, wie etwa im Düngemittelgesetz und nachfolgenden Regelungen begrenzt. Der Anhang 1 zur Verordnung über genehmigungsbedürftige Anlagen enthält in Ziffer 7 ebenfalls Grenzwerte, ab denen eine besondere Genehmigung erforderlich ist.

### Deutsches Umweltrecht
Das deutsche Umweltrecht liefert weitere Anhaltspunkte: Überschreitet der (geplante) Tierbestand in einem Betrieb der Tierhaltung einen bestimmten, vom Gesetz über die Umweltverträglichkeitsprüfung (UVPG) vorgegebenen Schwellenwert, so entsteht eine Pflicht zu einer Umweltverträglichkeitsprüfung, wenn der Tierhalter seinen Betrieb vergrößern oder an einem neuen Standort Ställe bauen will. Betriebe, die den Schwellenwert überschreiten, gelten als „große gewerbliche Tierhaltungsanlagen“.
§ 3b des UVPG (UVP-Pflicht aufgrund Art, Größe und Leistung der Vorhaben) bestimmt in Absatz 1: Die Verpflichtung zur Durchführung einer Umweltverträglichkeitsprüfung besteht für ein in der Anlage 1 aufgeführtes Vorhaben, wenn die zur Bestimmung seiner Art genannten Merkmale vorliegen. Sofern Größen- oder Leistungswerte angegeben sind, ist eine Umweltverträglichkeitsprüfung durchzuführen, wenn die Werte erreicht oder überschritten werden.
Eine UVP (standortbezogene Vorprüfung) entfällt u. a. dann, wenn in einem Betrieb nicht mehr als 15.000 Hennen in Intensivhaltung, 30.000 Junghennen, 30.000 Stück Mastgeflügel in Intensivhaltung, 600 Rinder, 500 Kälber, 1.500 Schweine, 560 Zuchtsauen einschließlich dazugehöriger Ferkel oder 4.500 Ferkel gehalten bzw. aufgezogen werden.

## Geschichte

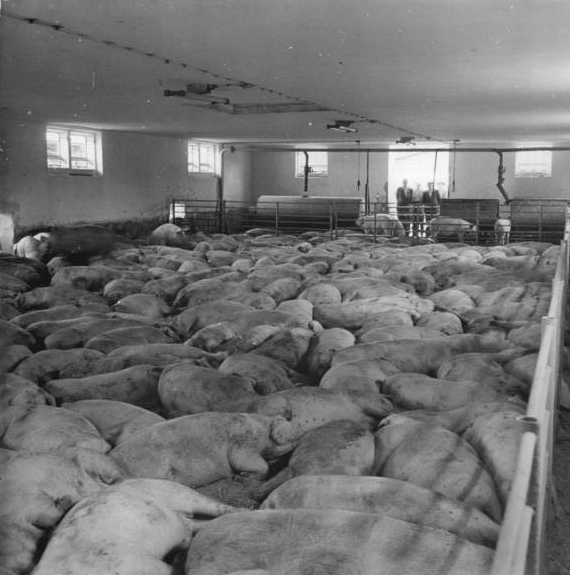
Blick in einen modernisierten Laufstall (DDR, 1960) mit Vakuumfütterungsautomaten

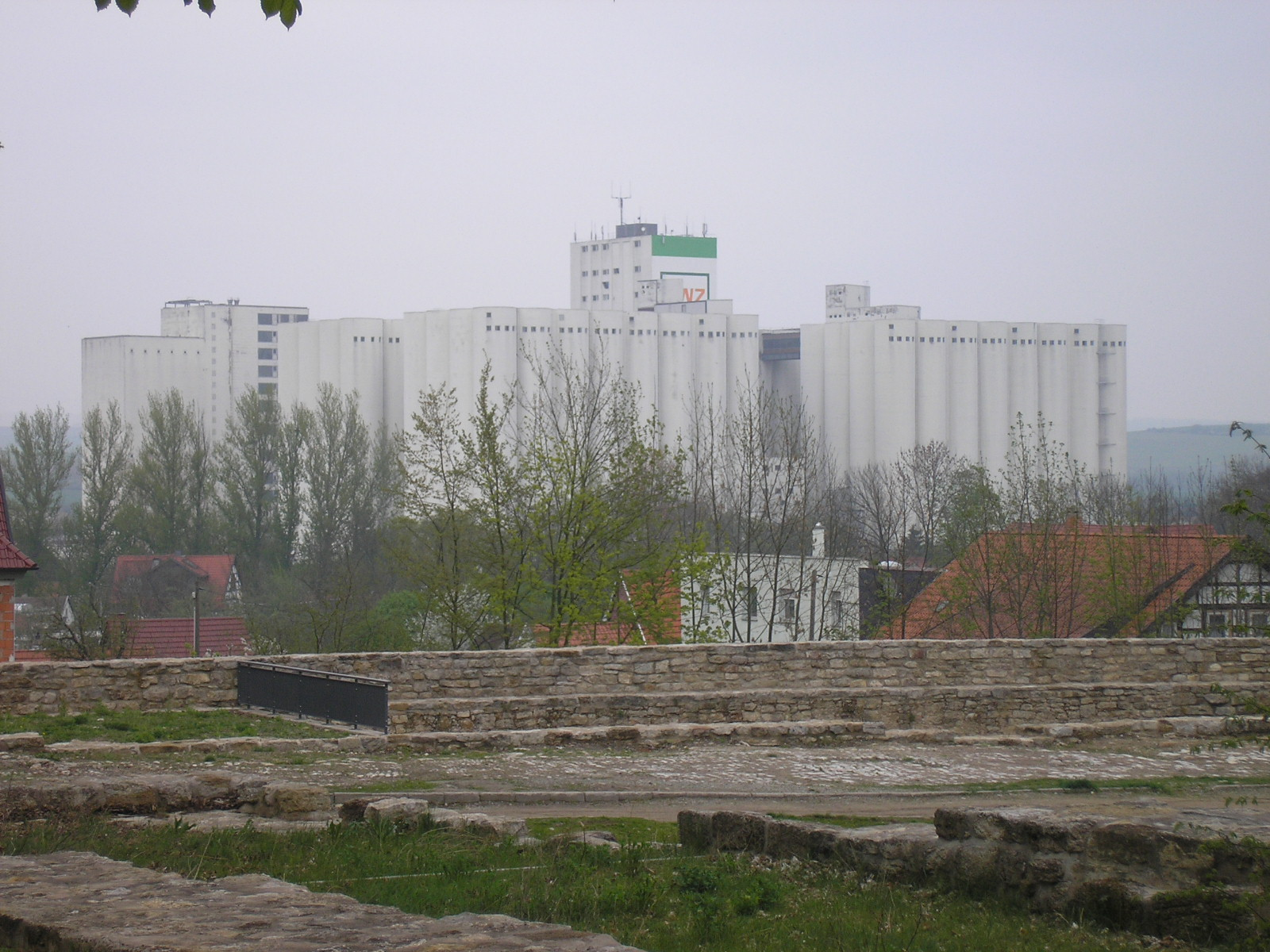
Siloanlage in Thüringen, Deutschland

Im Zuge der Industrialisierung im 19. und 20. Jahrhundert hat sich die Gesellschaft und Wirtschaft Europas grundlegend verändert. In der Landwirtschaft gab es einen enormen Produktivitätsanstieg und deutlich weniger Erwerbstätige. Optimierungen in der Rinder- und Schweinezucht führten zu einer beträchtlichen Verbesserung der Versorgung der Bevölkerung mit Fleisch und anderen Tierprodukten. Nach dem Zweiten Weltkrieg setzte die Hauptphase der industriellen Landwirtschaft in Europa ein, die in den USA schon in der ersten Hälfte des 20. Jahrhunderts zu spüren war. Auf der einen Seite handelt es sich dabei um einen tiefgreifenden Strukturwandel durch konsequente Nutzung des agrartechnischen Fortschritts. Andererseits ist der Prozess mit einer Vielzahl von Folgeproblemen behaftet, der mit Begriffen wie Agrarfabrik, Agribusiness oder Agrarindustrie assoziiert wird.

## Verbreitung

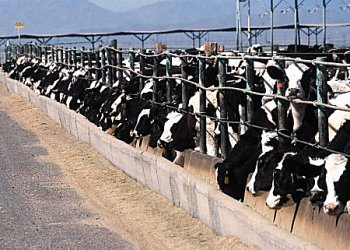
Nordamerikanische Rinderhaltung in Form einer „concentrated animal feeding operation“ (CAFO)

Intensive Systeme sind besonders in den OECD-Staaten, aber auch mit steigender Tendenz in Asien verbreitet. In Getreideimportregionen wie den Niederlanden oder Norddeutschland befinden sich intensive Tierhaltungsbetriebe meist in der Nähe von Seehäfen. In Getreideexportländern wie den USA wird die intensive Viehhaltung häufig in den Getreideanbauregionen betrieben (z. B. Schweine in Iowa, Rinder in Texas). In Entwicklungsländern mit schlecht entwickelter Infrastruktur befinden sich die Betriebe in der Nähe urbaner Zentren, da tierische Produkte hohen Anforderungen beim Transport unterliegen (Kühlung). Intensive Haltungssysteme finden sich auch in den GUS-Staaten (Milchvieh) und Nordafrika (Schafe).
Im Durchschnitt der Jahre 2001 bis 2003 entstammen der Intensivtierhaltung nach Schätzung der FAO weltweit 6 % des produzierten Rindfleischs, 0,8 % des Schaffleischs, 55 % des Schweinefleischs, 72 % des Geflügelfleischs und 60 % der Eier. 6 % der Rinder und Büffel und 0,5 % der Schafe und Ziegen werden in landlosen Systemen gehalten. In der Kategorie der Entwicklungsländer werden 8 % der Rinder und Büffel und 0,6 % der Schafe und Ziegen intensiv gehalten. 0,6 % des produzierten Rindfleischs, 1 % des Schaffleischs, 47 % des Schweinefleischs, 64 % des Geflügelfleischs und 54 % der Eier kommen aus landlosen Produktionssystemen.
"Die Nachfrage nach tierischen Erzeugnissen wird bis zum Jahr 2050 um 70 Prozent steigen" und "Die Viehwirtschaft verbessert die Lebensgrundlagen und schafft Wirtschaftswachstum und Einkommen in der ländlichen Wirtschaft", sind Aussagen von Helena Semedo, FAO Deputy Director-General, anlässlich der "Grünen Woche" 2014 in Berlin. Aufgrund der steigenden Nachfrage nach tierischen Produkten durch eine wachsende Weltbevölkerung müsse die Produktionsintensität weiter nachhaltig gesteigert werden, z. B. durch Nutzung alternativer Nebenprodukte.
Intensive Wiederkäuerproduktionssysteme sind in erster Linie ein nordamerikanisches Phänomen, wenngleich sie weniger verbreitet auch in Teilen Europas und des Nahen Ostens auftreten. In Nordamerika werden die Produktionsstätten auch Feedlots genannt.

### Produktionstrends

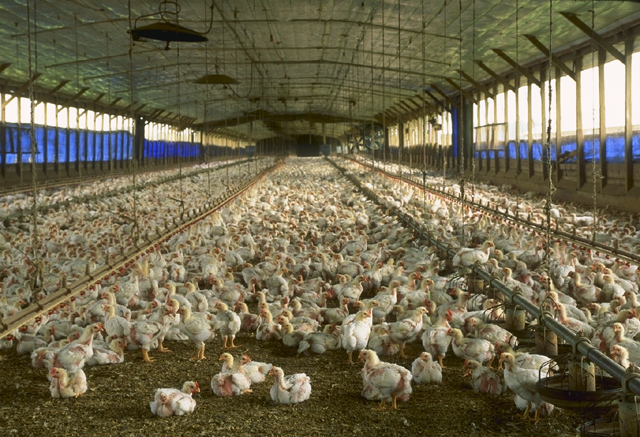
Intensive Mast von Hybridhühnern in Florida zur Geflügelfleischproduktion

Starke Flächen- und Arbeitsproduktivitätszuwächse kennzeichnen die Entwicklung von intensiven Tierhaltungssystemen. Von 1961 bis 2000 ist die globale Fleischproduktion um mehr als 350 % und die Milchproduktion um knapp 175 % gestiegen, während sich die Weide- und Futterbauflächen nur um ca. 30 % bzw. 100 % ausgedehnt haben. In der EU-15 ist der Flächenverbrauch bei starkem Produktionsanstieg zurückgegangen.
In den letzten Jahrzehnten wurden die traditionellen ballaststoff- und energiereichen Fütterungsweisen zugunsten von eiweißreichen verdrängt. 2004 wurden weltweit 690 Millionen Tonnen Getreide (34 % der Welternte) und 18 Millionen Tonnen Ölsaaten (hauptsächlich Soja) an Tiere verfüttert. Hinzu kommen 295 Millionen Tonnen eiweißreiche Verarbeitungsnebenprodukte wie Kleie, Ölkuchen und Fischmehl. Zusatzstoffe werden vermehrt verwendet, um höhere Futterverwertungsraten zu erreichen.
Zwischen 1990 und 2006 hat sich im Amazonasgebiet die Fläche für den Sojaanbau vervierfacht. Verstärkt wird mehr Fläche für den Getreideanbau gerodet. Obwohl die Landwirtschaft in Mato Grosso intensiviert wird, schreitet die Umwandlung von Waldfläche in Futtermittelanbaufläche voran. Hauptabnehmer für den Sojaexport aus Brasilien sind die EU und China, um heimisches Geflügel und Schweine mit Futter zu versorgen. Soziale und ökologische Schäden durch die Futtermittelproduktion führen zur Verarmung der unterentwickelten Erzeugerländer.
Die Monogastrierproduktion wird durch die Intensivierung der Fütterung im Vergleich zur Wiederkäuerproduktion begünstigt, weil Schweine und Geflügel diese Futtermittel besser verwerten. Insbesondere in der Geflügelhaltung können hohe Wachstumsraten und die niedrigen Stückkosten, hauptsächlich aufgrund der effizienten Futterverwertung, erzielt werden. Der Einsatz von Getreide in der Wiederkäuerfütterung ist begrenzt auf Länder mit einem niedrigen Verhältnis von Getreide- zu Fleischpreisen. In vielen Entwicklungsländern mit Getreidedefiziten ist das nicht profitabel. Die FAO schätzt, dass sich die Monogastrierhaltung zukünftig stärker ausweiten wird als die Wiederkäuerhaltung.
Die Ursache für die Verschiebungen in der Fütterung liegen erstens in dem seit den 1950er Jahren zu beobachtenden stetigen Rückgang der Getreidepreise. Diese Entwicklung ist wiederum auf eine Intensivierung der Getreideproduktion zurückzuführen, vor allem im Bereich Pflanzenzüchtung, Bewässerungsmanagement, Düngemittel und Mechanisierung.
Der Trend zur Intensivierung ist gegenwärtig am deutlichsten in Asien zu verzeichnen, wo Land knapp und Arbeit relativ billig ist. Dies begünstigte unter anderem kleinere Intensivbetriebe. Verbesserter Kapitalzugang ermöglicht Investitionen in Maschinen, Ställe und Produktionsfaktoren wie verbesserte Rassen, konzentrierte Futtermittel sowie Arzneimittel. In Subsahara-Afrika hat sich intensive Milchviehhaltung in Stadtnähe entwickelt. In Lateinamerika kam es im Zuge verstärkter Urbanisierung und wirtschaftlicher Erholung in den 1990er Jahren zur Intensivierung der Geflügelproduktion und Milchviehhaltung. Die Zahl großer und vertikal integrierter, intensiver Geflügel- und Schweinefleischbetriebe hat in Entwicklungsländern signifikant zugenommen, insbesondere in Ostasien und Lateinamerika.

## Beschreibung

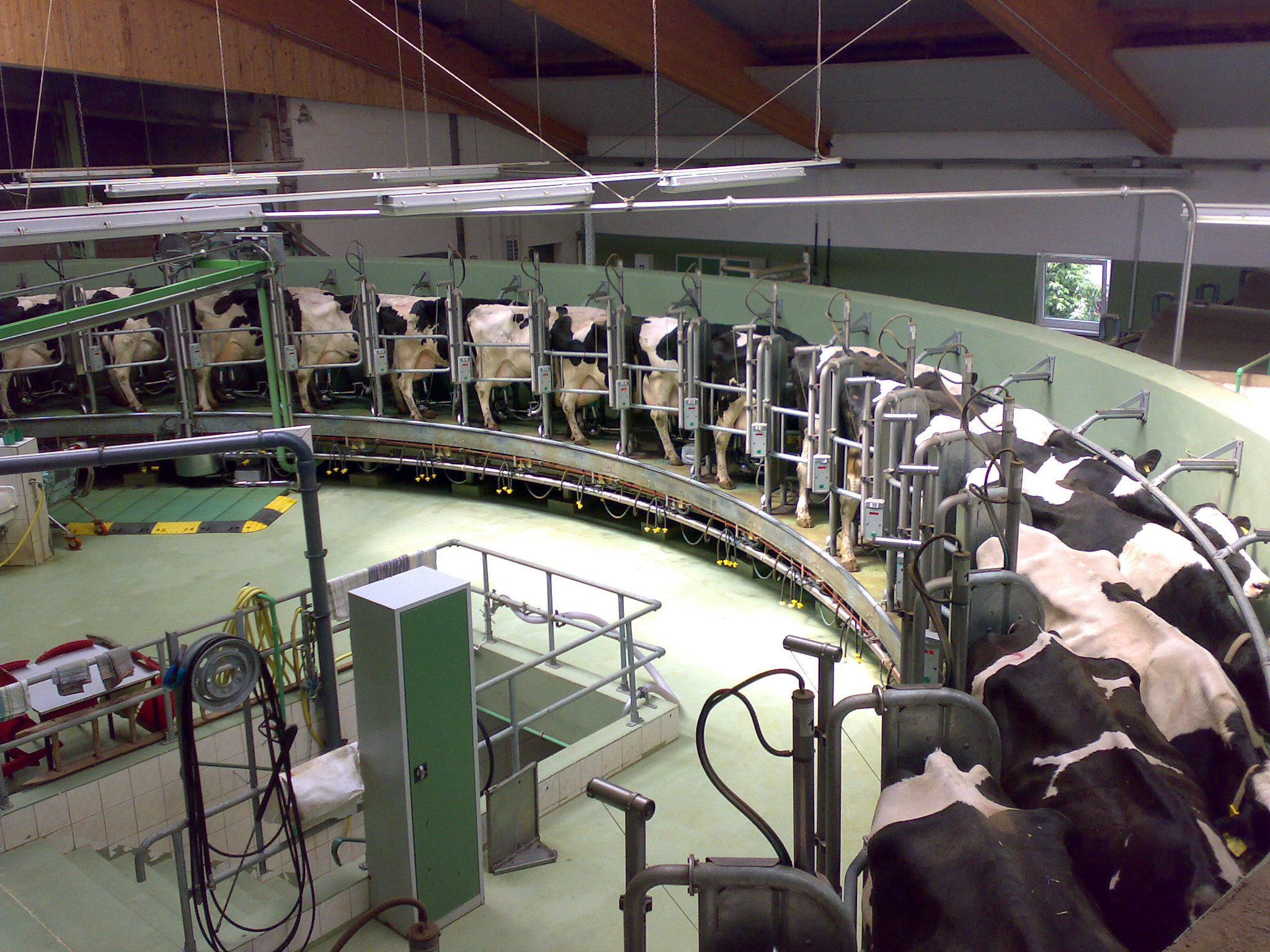
Ein Melkkarussell gestaltet das Melken von Milchkühen effizienter.

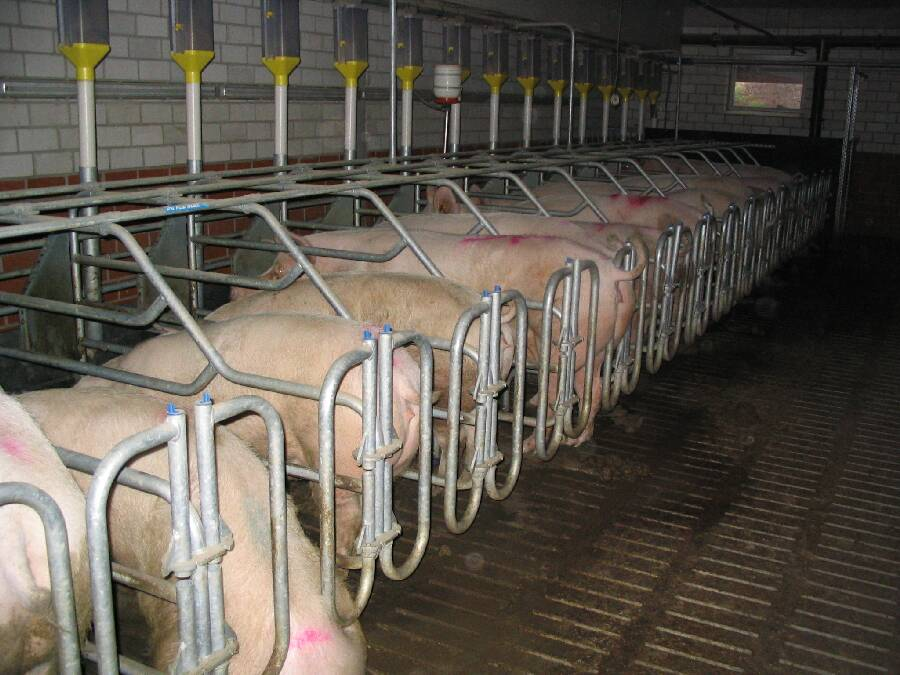
Hausschweine in Kastenständen mit Fütterungsautomatik

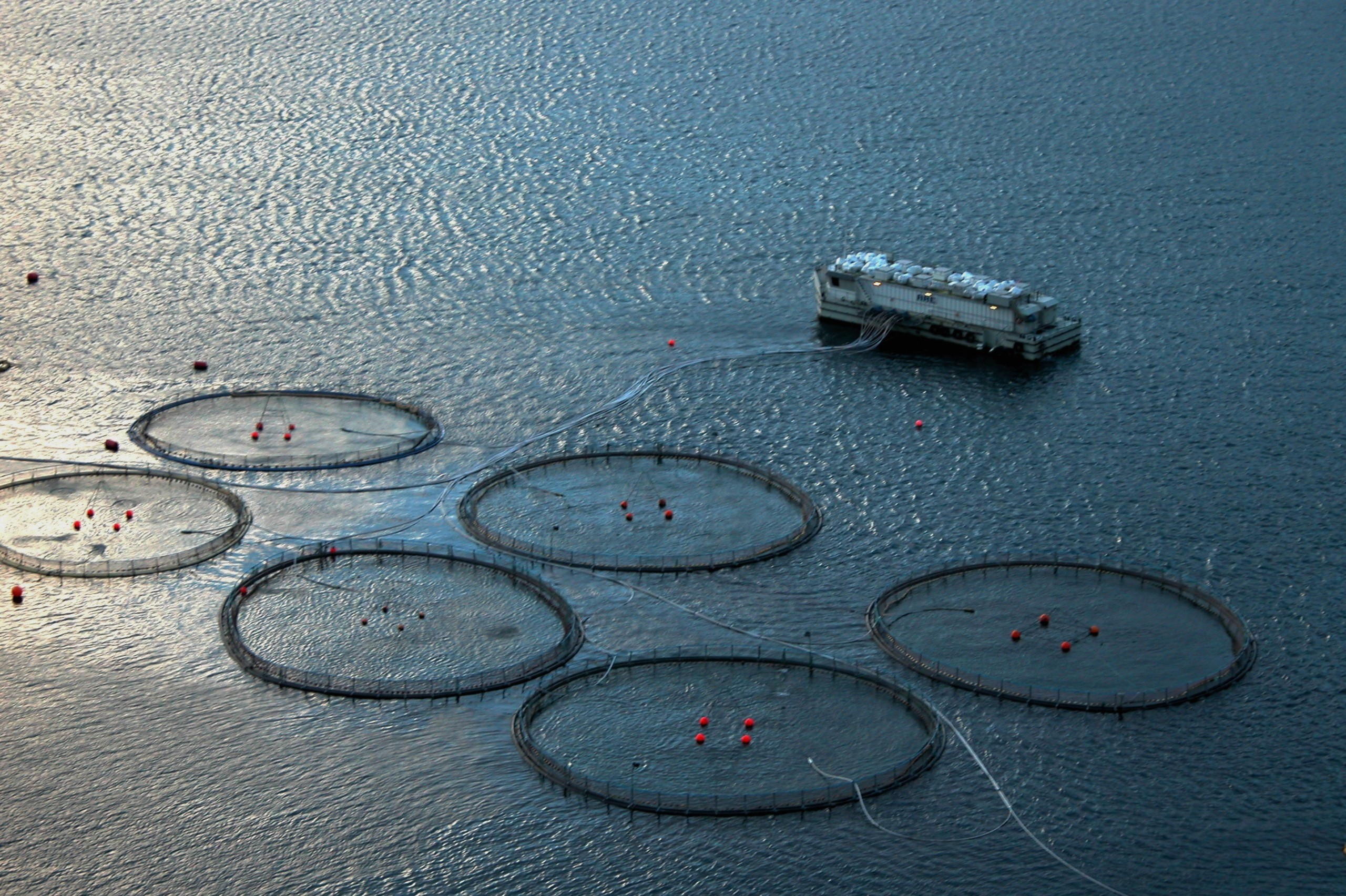
Zucht von Lachsen in Aquakultur bei den Färöern

Das System ist sehr wissens- und kapitalintensiv. Die intensive Tierhaltung setzt eine Vielzahl von modernen Techniken ein, um die Produktivität der Viehzucht zu erhöhen. Hierzu zählen Weiterentwicklungen auf den Gebieten der Genetik, Tierernährung, Automatisierung und des Gesundheitsmanagements.
Heute werden fast ausschließlich hybride Tiere (Kreuzung mehrerer Rassen) genutzt. Molekularbiologie und Gentechnik spielen dabei eine zunehmend wichtigere Rolle, etwa in der Verbesserung der Ferkelvitalität, Krankheitsresistenz und Nutzungsdauer. Des Weiteren werden anabole Steroide und Somatropine eingesetzt, um das Wachstum zu beschleunigen. Diese sind in Europa verboten. Künstliche Besamung, Embryotransfer, Klonen, In-vitro-Fertilisation und Präimplantationsdiagnostik sind Reproduktionstechniken, die in der professionellen Tierhaltung – zumindest was die künstliche Besamung angeht – unabhängig von der Landbauform (Bio, Konventionell) genutzt werden. Die Deutsche Gesellschaft für Züchtungskunde hat zum Thema Klonen mehrere Stellungnahmen veröffentlicht. Zur Automatisierung gehören das elektronische Monitoring der Tierleistung sowie der Einsatz von Computern bei der Futterzubereitung und -rationierung und der Regulation des Raumklimas. Stallbaudesign, Impfmanagement und regelmäßige Bestandskontrollen durch vorgeschriebene Hoftierärzte und Tiergesundheitsdienste (Schweinegesundheitsdienst) sind Bestandteile eines Tiergesundheitsmanagements, mit dem Ziel den Arzneimitteleinsatz zu reduzieren.
Die Tierprodukte sind fast ausschließlich für den städtischen Konsum bestimmt und zum effizienten Transport, Verarbeitung und Vermarktung standardisiert. Zu unterscheiden ist die Haltung von Monogastriern (Schweine und Geflügel) und Wiederkäuern (Rinder und Schafe).

### Monogastrier (Schweine und Geflügel)
Vorrangig werden Hybride, die positive Eigenschaften der Vater- und Mutterlinien verbinden, und Hochleistungsrassen eingesetzt. Der Austausch des genetischen Materials erfolgt hauptsächlich über Spermahandel, aber auch über Zuchtviehverkauf international. Das System ist meist so aufgebaut, dass sich unterschiedliche Betriebe jeweils auf die Züchtung, Aufzucht oder Mast der Tiere spezialisieren. Das Futter setzt sich zusammen aus zugekauften Futtermitteln und selbst produzierten Futtermitteln. Zur Fütterung werden energiedichte Futtermittel wie Getreide und Ölsaaten eingesetzt. Die Futterverwertungsraten betragen etwa 2,5–4 kg Futter/kg Schweinefleisch und 2–2,5 kg Futter/kg Geflügelfleisch. Die am weitesten verbreitete und am schnellsten wachsende Schweinerasse ist das englische Yorkshire-Schwein, mit Tageszunahmen von mehr als 750 g.

### Wiederkäuer
Hauptsächlich werden spezialisierte Einnutzungsrassen (z. B. Hochleistungsrassen zur Milcherzeugung) eingesetzt, wobei diese nicht spezifisch für die Intensivhaltung gezüchtet werden. In der Milchproduktion ist das Holstein-Rind die weitverbreitetste Rasse. Das Futter wird je nach Art zugekauft oder auf den betriebseigenen Flächen produziert. Wiederkäuerfütterung muss neben energiedichten Futtermitteln wie Getreide auch faserreiche Grobfuttermittel enthalten. Die niedrigere Energiedichte dieser Futtermittel ist ein wesentlicher Grund für die niedrigen Futterverwertungsraten gegenüber Schweinen und Geflügel von 8–10 kg Futter/kg Zuwachs. Häufig werden Wiederkäuer jedoch wie Monogastrier ernährt.

### Fische
Dabei handelt es sich um die Aufzucht von Fischen und sonstiger Meerestiere, wie Muscheln, Schwämmen und Schalentieren in Aquakulturen oder Aquafarming. Darunter fallen auch die Teichwirtschaft sowie Netzgehege im offenen Meer und in Fließgewässern.

## Umweltverträglichkeit
In Deutschland ist für Betriebe ab einer festgelegten Tierzahl eine Umweltverträglichkeitsprüfung zwingend vorgeschrieben, etwa für Betriebe mit mehr als 85.000 Masthähnchen oder 3.000 Mastschweinen.

### Landverbrauch

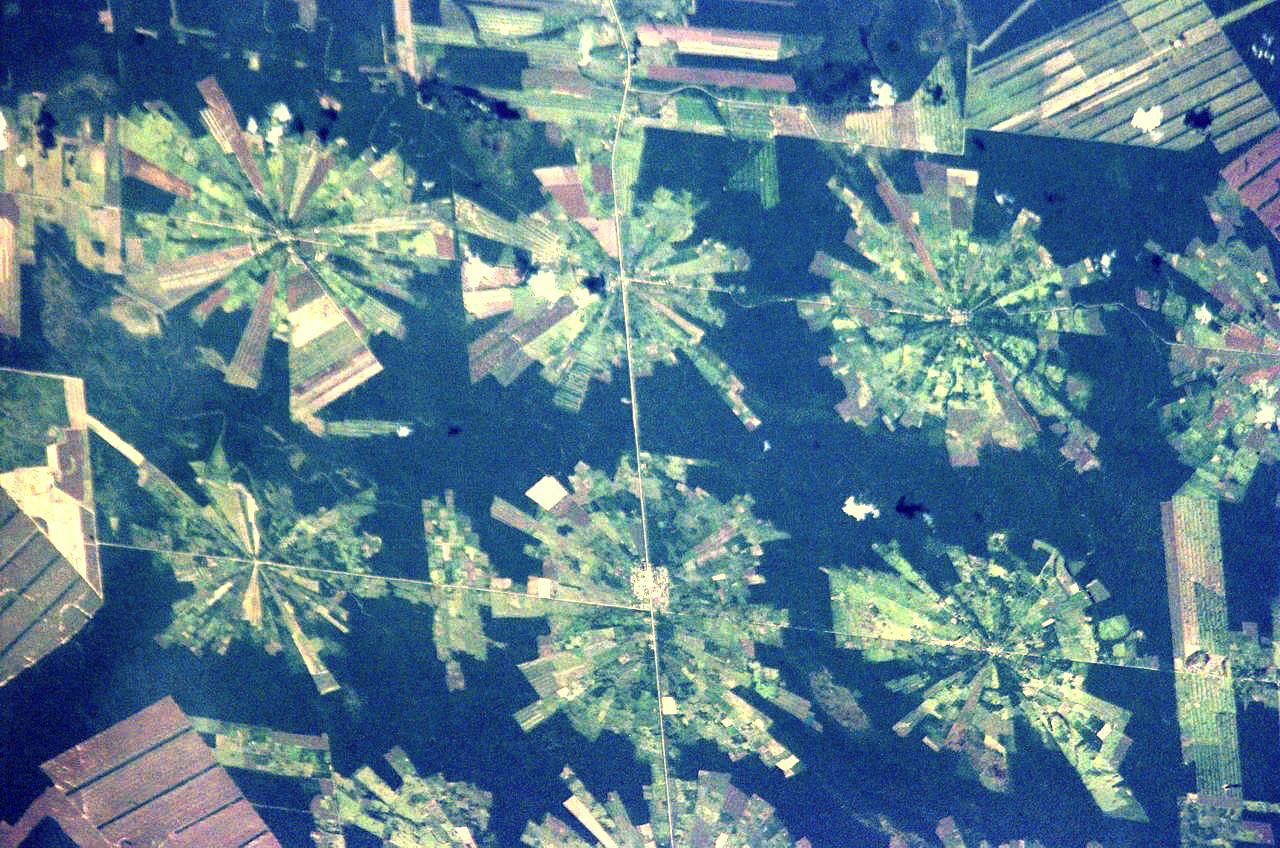
Entwaldung in Bolivien im Zuge des „Tierras Bajas“-Projektes. Kreisförmig von Sojaplantagen umgeben befinden sich Gemeinden, die durch ein Straßennetz verbunden sind.

Weltweit werden 30 % der Landfläche oder 78 % der landwirtschaftlichen Nutzfläche für die Tierproduktion direkt (Weiden, 87 %) und indirekt (Futtermittelanbau, 13 %) genutzt.
Einer britischen Studie zufolge liegt der Landverbrauch pro Ertragseinheit bei ökologischen Viehhaltungssystemen um 66 % (Milch) bis über 220 % (Eier, Geflügel- und Schaffleisch) höher als bei konventionellen Systemen. Während intensive Tierhaltungssysteme und die Intensivierung des Futteranbaus den Flächenanspruch der Tierhaltung reduzieren, ist die Erschließung neuer Weideflächen für extensive Systeme ein wesentlicher Motor der Entwaldung, etwa in Lateinamerika, sowie der Desertifikation, etwa in Zentralasien. In den OECD-Staaten ist eine Rückwandlung von Ackerflächen in Naturgebiete zu beobachten, jedoch auf Kosten von Waldfläche von Latein- und Zentralamerika, wo eine Verschiebung von Weidefläche zu Ackerfläche für den globalen Futtermittelanbau zu beobachten ist. Indirekt fördert die intensive Tierhaltung die Abholzung des tropischen Regenwaldes für Sojaplantagen, wobei der Ausbau der Verkehrsinfrastruktur in Form des Schienen- und Autobahnnetzes einen schädlicheren Effekt auf das Ökosystem haben kann als die Plantagen an sich.

### Energieverbrauch
Der Primärenergieverbrauch pro Ertragseinheit liegt laut der britischen Studie bei konventionellen Viehhaltungssystemen zwischen 15 % (Schweinefleisch) und 62 % (Milch) über dem von ökologischen Systemen (Ausnahmen: Geflügelfleisch und Eier).
Intensive Systeme benötigen im Vergleich zur Weidehaltung hohe Mengen an energiedichten Futtermitteln, die wiederum unter hohem Einsatz von Düngemitteln, Pestiziden, Herbiziden, Wasser und fossilen Treibstoffen produziert werden. Die Herstellung von Stickstoffdünger und Pflanzenschutzmitteln ist energieintensiv und mit CO2-Emissionen verbunden. Gleiches gilt für die Produktion von Tierarzneimitteln wie Antibiotika.

### Wasserverbrauch und Wasserverschmutzung
Die FAO schätzt, dass die Tierproduktion für 8 % des globalen Wasserverbrauchs verantwortlich ist, dabei entfallen 7 % auf die Produktion des Futters. Wasserverschmutzung durch die Tierhaltung findet dabei durch Futterproduktion und damit verbundene Düngeranwendung sowie die hohe Flächennutzung extensiver Systeme statt. Die Verschmutzung durch intensive Systeme ist einfacher zu kontrollieren als die Verschmutzung durch extensive Systeme. Die Produktivität von Wasser in der Futterproduktion ist bei intensiven Systemen relativ hoch.

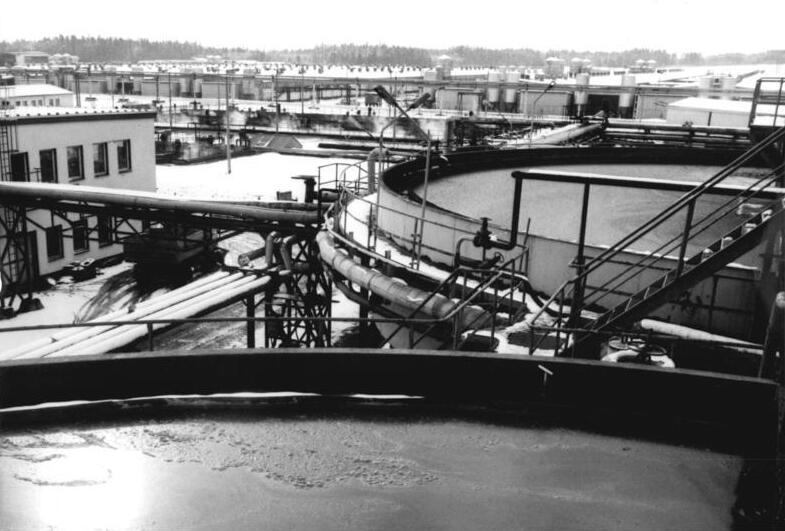
Güllesilos in einer Verdichteranlage in Neustadt (Orla) typisch für die Landwirtschaft in der DDR. Die Schädigung von 600 Hektar Wald in der Umgebung führte zu lokalen Protestaktionen. Nach der Wende wurden solche Anlagen geschlossen.

Da die bei der Intensivtierhaltung anfallenden Mengen von Gülle meist die für die Pflanzenernährung der zugehörigen Flächen sinnvollen bzw. nach der Düngeverordnung zulässigen Mengen überschreiten, entsteht ein Entsorgungsproblem. Insbesondere wenn es in einer Region viele große Ställe gibt, fällt mehr Gülle an, als auf die Felder gebracht werden darf. Die Gülle muss dann teilweise über hunderte von Kilometern transportiert und anderswo eingesetzt werden. Ein geringer Teil der Gülle wird als Gärsubstrat bei der Erzeugung von Biogas verwendet. Vielfach wird die Gülle jedoch in großen Mengen zunächst zum Anbau von Mais (in Monokulturen) auf die Felder aufgebracht und der Mais dann zur Gaserzeugung verwendet. Ausscheidungen von Geflügel lassen sich theoretisch trocknen und transportieren, um dann als Dünger verwendet zu werden. Rinder und Schweine dagegen scheiden zu 90 % Wasser aus. 10.000 Schweine in der Mast verursachen die gleiche Abwassermenge wie eine Stadt mit 18.000 Einwohnern. In den meisten Staaten ist das Entsorgen landwirtschaftlicher Abfälle in Wasserläufe verboten. In den USA wird nur 34 % des Stickstoffes wieder in den Boden eingebracht. Der Rest landet aufgrund der fehlenden Adsorption der Nitrationen in Bächen, Flüssen sowie im Grundwasser.
Trotz technischer Fortschritte bei der Abfallentsorgung werden die Innovationen laut FAO noch zu selten umgesetzt. Wasserverschmutzungen treten vor allem durch ineffiziente Tierernährung und Mistkollektion, -lagerung und -verwertung auf. So wird teilweise in Gebieten mit hohem Viehbesatz der deutsche Grenzwert für Nitratbelastung im Grundwasser (50 mg/l) überschritten (der Grenzwert der Weltgesundheitsorganisation liegt bei 20 mg/l). Nitratbelastungen verursachen Eutrophierungen und Übersäuerungen von Nutzflächen. 1999 waren zudem auf 90 % der deutschen Waldfläche die kritischen Belastungsgrenzen für eutrophierende Stickstoffeinträge überschritten. Die besonders hohen Überschreitungen fanden sich in Gebieten mit Intensivtierhaltung.
Sowohl das Eutrophierungs- als auch das Versauerungspotential sind laut der britischen Ökobilanzierung für ökologische Tiererzeugnisse höher als für konventionelle (Ausnahme: Schweinefleisch), wenn man die Verschmutzung pro Ertragseinheit vergleicht.

### Biodiversität
Die extensive Tierhaltung hat seit der Neolithischen Revolution – also lange vor dem Aufkommen intensiver Haltungssysteme – in vielen Formen (z. B. bei Allmende-Weiden, Hutewälder, mobile Naturweidewirtschaft) einen positiven Einfluss auf die Biodiversität ausgeübt.
Laut FAO unterscheiden sich intensive und extensive Systeme anhand ihres Gefahrenpotentials für die Biodiversität in mehreren Faktoren. Untersucht wurde die Art des hervorgerufenen Biodiversitätsrückgangs, also ob Vielfalt innerhalb von Arten (Intraspezies), in der Artenvielfalt (Interspezies) oder in den Lebensräumen zurückgeht. Die Analyse erfolgte anhand verschiedener bekannter Mechanismen:
|  | Sehr stark |  | Stark   |
|  | Moderat    |  | Schwach |
|  | Keine      |  |         |

| ↑ | Stark steigend | ↗ | Steigend |
| → | Konstant       | ↘ | Fallend  |

### Globale Erwärmung
Ein generelles Problem der Tierproduktion ist die hohe Emission an Treibhausgasen. 9 % des CO2, 37 % des Methans (23 mal höheres Treibhauspotenzial als CO2) und 65 % aller Stickoxide (296 mal höheres Treibhauspotenzial als CO2) stammt aus der globalen Viehhaltung. Um dem entgegenzuwirken, muss die Effizienz der Tierproduktion und des Futtermittelanbaus gesteigert werden. Ziel der Optimierung von Tiernahrung sollte eine Reduktion der Darmfermentation sein. Gülle sollte in Biogasanlagen recycelt werden.
Gemäß der FAO bietet die Intensivierung der Tierhaltung großes Klimaschutzpotenzial. Die FAO schätzt, dass die extensive Tierhaltung global für deutlich mehr Emissionen von klimarelevanten Treibhausgasen verantwortlich ist als die intensive. Dies liegt wahrscheinlich daran, dass Wiederkäuer in der Weidehaltung deutlich mehr Treibhausgase produzieren als intensive Tierhaltungssysteme, in denen vermehrt Nichtwiederkäuer gehalten werden, die Futtermittel effizienter verwerten, weniger Methan ausstoßen und eine kürzere Haltungsdauer besitzen. Aufgrund des hohen Energiebedarfs für synthetische N-Dünger, Futtermitteltransporte und der Düngerausbringung (N2O-Emission) werden jedoch auch in der intensiven Tierhaltung erhebliche Mengen Treibhausgase freigesetzt. Die Frage, welches Haltungssystem mehr Emissionen pro Ertragseinheit verursacht, ist dabei nicht eindeutig geklärt.
Emissionsreduktionen sind laut FAO eher bei intensiven Systemen zu erwarten. Das Anpassungspotenzial an die Folgen der globalen Erwärmung wird für extensive Systeme als geringer eingeschätzt als für intensive Systeme.
Die britische Studie errechnete für ökologische und konventionelle Tiererzeugnisse folgende Vergleichswerte für das Treibhauspotenzial pro Ertragseinheit:
| Tiererzeugnis             | Treibhauspotenzial (GWP100) | Treibhauspotenzial (GWP100) | Mehrbelastung durch intensive Produktion |
| Tiererzeugnis             | konventionell               | ökologisch                  | Mehrbelastung durch intensive Produktion |
| ------------------------- | --------------------------- | --------------------------- | ---------------------------------------- |
| Geflügelfleisch (1 Tonne) | 4.570                       | 6.680                       | − 46 %                                   |
| Eier (20.000 Stück)       | 5.530                       | 7.000                       | − 27 %                                   |
| Milch (10.000 Liter)      | 10.600                      | 12.300                      | − 16 %                                   |
| Rindfleisch (1 Tonne)     | 15.800                      | 18.200                      | − 15 %                                   |
| Schweinefleisch (1 Tonne) | 6.360                       | 5.640                       | + 11 %                                   |
| Schaffleisch (1 Tonne)    | 17.500                      | 10.100                      | + 42 %                                   |

## Tiergesundheit
Hohe Besatzdichten und große Tiergruppen führen beispielsweise bei Schweinen zu Lungenentzündung und stärkerer Infektion mit Chlamydien. Intensive Tierhaltung führt zu Selektion von Parasiten und Pathogenen, die schneller wachsen, früher infizieren und schließlich virulenter sind. In der Vergangenheit haben sich so bereits einige virulente Grippestämme gebildet. Epidemiologen empfehlen den Einsatz von Impfstoffen bei Tierhaltern in der Geflügel- und Schweineproduktion.
Haltungssysteme mit ganzjähriger Bestallung in spezialisierten Gebäuden und vollständige Versorgung mit Futtermitteln ohne Nahrungssuche werden für die Entwicklung komplexer, multifaktorieller Erkrankungen (Produktionskrankheiten) mitverantwortlich gemacht. Dazu zählen Lungenentzündungen nach dem Tiertransport (shipping fever), Mastitis beim Rind, Rhinitis atrophicans und enzootische Pneumonie bei Schweinen sowie infektiöse Bronchitis bei Geflügel. Dazu zählt auch die chronisch obstruktive Lungenerkrankung bei Pferden, Zehenhautentzündung des Rindes bei Milchkühen und die Moderhinke bei Schafen. Ursachen sind neben den Erregern die Haltungsfaktoren wie schlechte Belüftung, staubiges Heu, verpilzte Einstreu, Überbelegung, niedrige Raumtemperaturen, hohe Luftfeuchte und Transportbelastung. Inspektionen durch Veterinärmediziner der Tierkörper in Schlachtbetrieben belegen, dass 30–50 % der Schlachtschweine Atemwegsveränderungen aufweisen, die auf akute oder länger zurückliegende Erkrankung hindeuten. Lediglich 30 % der Tierkörper sind beanstandungslos. Es besteht noch Forschungsbedarf für belastungsarme und tierartgerechte Haltungssysteme, die ökonomisch betrieben werden können.

### Tierseuchen
Während Infektionskrankheiten und Parasiten in kleinen Wildtierpopulationen völlig normal sind und schnell wieder abklingen, so kommt es durch Konzentration von Tieren auf engem Raum zur Förderung von Epidemien mit katastrophalem Ausgang für Mensch und Tier. Historisch wichtig – auch für die Entwicklung der Veterinärmedizin – war die Erforschung und Ausrottung der Rinderpest. Weltweit für Aufruhr sorgten Erreger der so genannten Vogelgrippe H5N1. Das diese Seuche verursachende Influenza-A-Virus H5N1 wurde 1997 erstmals in Hongkongs Geflügelproduktionsanlagen nachgewiesen. Es wurde für sechs verstorbene Menschen verantwortlich gemacht und führte zur Tötung von 1,2 Millionen Vögeln. In Großbritannien führte ein Ausbruch der Maul- und Klauenseuche zur Tötung von 440.000 Tieren. BSE (Rinderwahn) führte zur Massentötung (Keulung) von 11 Millionen Tieren im Jahr 1996.
Nach Angaben der Weltbank sind Tierkrankheiten für außerordentlich hohe Kosten verantwortlich. Die BSE-Krise führte allein in Großbritannien zu einem Verlust von 6 Mrd. US $ und weltweit zu 20 Mrd. US $. Die Bekämpfung der Vogelgrippe H5N1 (des Influenza-A-Virus H5N1) kostete mehrere 10 Mrd. US $. Kosten für Gegenmaßnahmen zur Maul- und Klauenseuche belaufen sich innerhalb der EU auf etwa 90 Mrd. US $.

### Salmonellen bei Legehennen
Eine durch die EU initiierte Studie (2007) kam zu dem Schluss, dass Salmonelleninfektionen im Vergleich mit Käfighaltung von Legehennen in Bodenhaltung, Freilandhaltung und ökologischer Haltung seltener auftauchen. Da die Käfighaltung deutlich höhere Bestandsgrößen aufweist als die anderen Systeme, ist unklar, ob das Haltungssystem oder die Bestandsgröße für die höhere Krankheitshäufigkeit verantwortlich ist.
Bei einer Studie (2010) von 292 Legehennenbetrieben in Belgien, Deutschland, Griechenland, Italien und der Schweiz wurde die Käfighaltung als Risikofaktor für Salmonella Enteritidis oder Typhimurium identifiziert.
Obwohl die Rückverfolgung von Verunreinigungen schwierig ist, sind mehrere Ausbrüche von Salmonellosen auf verunreinigte Futtermittel zurückzuführen. Verbesserungen in der Futtermittelsicherheit sollten laut Wissenschaftlern durch stärkere Überwachungssysteme erreicht werden.

### Geflügelmast

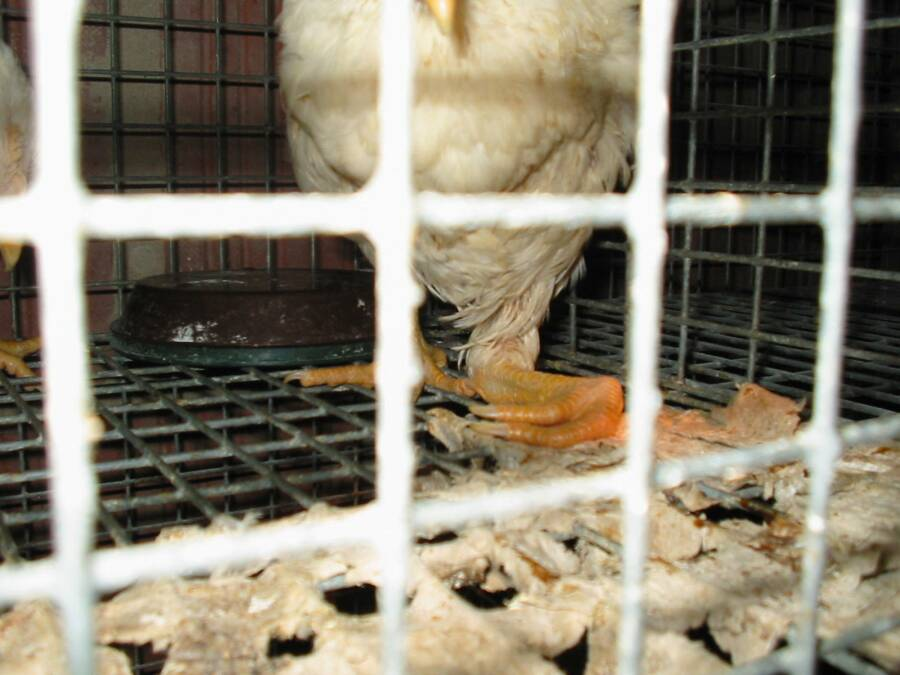
Deformierte Gliedmaßen

Infolge der BSE- und MKS-Problematik kam es zum Anstieg des Geflügelfleischverzehrs als Rind- und Schweinefleischalternative. Jedoch kommt es auch bei der konventionellen Mast von Geflügel allgemein und Puten im Speziellen zu vielen zucht- und haltungsbedingten Erkrankungen. Bei fast allen Tieren kommt es zum Mastende zu einer Skelettverkrümmung und Schäden im Kniegelenksbereich, so dass keine normale Beinstellung mehr möglich ist. 9 % der Tiere können nicht mehr stehen oder gehen. Die massive Vergrößerung der Brustmuskulatur drückt die Oberschenkel nach außen und führt zu einem Beinschwächesyndrom, das mit Schmerzen, Leiden, erhöhtem Federpicken, Wachstumsdepression sowie verminderter Schlachtkörperqualität und erhöhter Mortalität verbunden ist. Als Gegenmaßnahmen kommen die Förderung der Bewegungsaktivität und eine Verminderung der Besatzdichte in Betracht. Ebenfalls problematisch sind plötzliche Todesfälle durch eine Ruptur der Aorta, deren Ursache ebenfalls in der Besatzdichte und starken Unruhe im Stall gesehen wird. Atemwegserkrankungen führen ebenfalls zu erhöhter Mortalität, aber auch zu verminderter Gewichtszunahme, erhöhten Medikamentenkosten und Beanstandungen bei der Schlachttier- und Fleischuntersuchung, was erhebliche wirtschaftliche Verluste beinhaltet. Insbesondere die nicht-infektiösen Umweltprobleme (Staub, Schadgase, Luftqualität), die bei den Bedingungen einer Intensivmast in geschlossenen Stallsystemen kaum zu vermeiden sind, spielen eine Rolle.

### Antibiotikaresistenzen
Ein wissenschaftlicher Lenkungsausschuss innerhalb der Europäischen Union kam zu dem Schluss, dass die Verwendung von Antibiotika in niedriger Dosis als Wachstumsförderer verboten werden sollte, da diese Wirkstoffe für die Human- oder Veterinärmedizin von Bedeutung sind und die Gefahr einer Kreuzresistenz gegenüber Medikamenten besteht, die zur Behandlung von bakteriellen Infekten eingesetzt werden. Auch in Zukunft soll keine Zulassung von Antibiotika als Futtermittelzusatzstoff erfolgen.
In Deutschland dürfen nach Arzneimittelgesetz nur kranke Tiere behandelt werden. Der Einsatz zur Wachstumsförderung und zur Überdeckung von Haltungsmängeln ist untersagt. Tierarztpraxen und Tierhaltungsbetriebe werden von den Länderbehörden risikoorientiert kontrolliert. Um einen Zusammenhang zwischen Diagnose und Behandlung zu gewährleisten, wurden Fristenregelungen eingeführt. In Europa gilt seit 1. Januar 2006 ein Verbot, Antibiotika als leistungsfördernde Futtermittelzusatzstoffe einzusetzen. Der in Deutschland flächendeckende Antibiotikaeinsatz in der Tiermast ist gängige Praxis. 92 % aller Masthähnchen in der Antibiotikastudie 2012 des Landesamtes für Umwelt (LANUV) Nordrhein-Westfalen kamen mit im Durchschnitt über drei verschiedenen Antibiotika pro Mastgang in Berührung. Es ist unbestritten, dass der Antibiotikaeinsatz in der Tiermast die Entwicklung und Ausbreitung von antibiotikaresistenten Keimen fördert.
Aufgrund der hohen Besatzdichten kommt es jedoch auch bei der legalen therapeutischen Verwendung zu Problemen. Falls ein einzelnes Tier an einer bakteriellen Infektion erkrankt ist, werden in einer veterinärmedizinischen Behandlung dem ganzen Bestand Antibiotika verabreicht. Diese Anwendung (Metaphylaxe) lässt nur die wenigen (durch natürliche Mutation normalerweise vorhandenen) resistenten Erreger überleben. Diese können einen resistenten Stamm bilden, wenn sie nicht als Restinfektion durch die Immunreaktion des Tieres oder Menschen abgetötet werden. Eine erneute Behandlung mit dem gleichen Antibiotikum kann später wirkungslos sein. Bei humanpathogenen Erregern sind hauptsächlich Arbeiter in Schweine- und Geflügelbetrieben betroffen. Eine Übertragung multiresistenter Keime aus der Tierhaltung auf den Menschen kann aber auch innerhalb der Lebensmittelproduktion und -verarbeitung stattfinden und durch Gülleausbringung auf Grünflächen. Multiresistente Keime aus der Tierhaltung können Infektionen beim Menschen auslösen, die länger dauern und schwerer verlaufen können als herkömmliche Infektionen gleicher Art.
Antibiotikaresistente Bakterien werden in großen Mengen über Gülle und Mistausbringung aus der Intensivtierhaltung direkt in der Umwelt freigesetzt. Daneben werden auch durch direkten Stoffeintrag Antibiotika selbst in die Umwelt eingetragen. Dort entfalten sie eine biologische Wirkung und könnten auch dort noch eine Zunahme antibiotikaresistenter Bakterien bewirken. Neuere Studien belegen einen starken Anstieg multiresistenter Bakterien in der Umwelt. Der Weg der resistenten Erreger zurück zum Menschen ist überall dort möglich, wo Kontakt zu fäkal verunreinigtem Wasser wie Badegewässer besteht.
In den USA wird schätzungsweise mindestens dieselbe Menge Antibiotika an Tiere verabreicht wie an Menschen. Antibiotikaresistente und zoonotische Salmonella-, Campylobacter- und Escherichia coli-Stämme werden mit steigender Häufigkeit in großen Geflügel- und Rinderproduktionsbetrieben nachgewiesen. Obwohl manche Antibiotika sowohl bei Tieren als auch bei Menschen eingesetzt werden, ist der Großteil des Resistenzproblems auf die Anwendung bei Menschen zurückzuführen. Resistenzen können sich in Nutztieren entwickeln, und resistente Bakterien können sich in tierischen Nahrungsmitteln befinden, werden jedoch durch Kochen zerstört. Selbst wenn resistente Pathogene den Menschen erreichen sollten, sind die klinischen Konsequenzen von Resistenzen gering.
Eine Infektion mit Methicillin-resistentem Staphylococcus aureus (MRSA) kann leicht bis schwer sein und verläuft in manchen Fällen tödlich. Die Abstammungslinie CC398 ist am häufigsten mit einer asymptomatischen Trägerschaft bei Tieren in Intensivhaltung verbunden, die zur Lebensmittelerzeugung verwendet werden. CC398 ist zwar selten, wird jedoch mit tief sitzenden Infektionen der Haut und Weichteile, Lungenentzündung und Septikämie beim Menschen in Verbindung gebracht. Für Landwirte, Tierärzte und deren Familien, die mit lebenden Tieren in Kontakt stehen, besteht ein höheres Risiko für eine Besiedelung und Infektion als für die allgemeine Bevölkerung. Kontaminierte Lebensmittel sind ein mögliches Übertragungsvehikel. Hauptreservoirs von CC398 sind Schweine, Kälber und Broiler-Geflügel. Tiertransporte und der Kontakt zwischen Tieren sind wahrscheinlich ein wichtiger Faktor für die Übertragung von MRSA.
Durch Intensivtierhaltung verbreiten sich jedoch lediglich tierassoziierte Keimstämme (LA-MRSA von englisch livestock associated) und keine Krankenhauskeime vom Typ HA-MRSA (englisch hospital-acquired).

## Lebensmittelsicherheit
Lebensmittelassoziierte Erkrankungen mit hoher Gesundheitsgefährdung, wie Salmonellen, Campylobacter und Enterohämorrhagische Escherichia coli (O157:H7) gehen vor allem von tierischen Produkten aus und nehmen aufgrund des erhöhten Konsums, der Intensivierung der Landwirtschaft und steigender Temperaturen zu. Volkswirtschaftlich betrachtet kommt es allein in den USA aufgrund von Krankheit, vorzeitigem Tod und Produktionsrückgängen zu einem Verlust von 8 Mrd. US $ pro Jahr.
Die veterinärmedizinische Behandlung der Nutztiere mit zugelassenen Antibiotika ist in Europa erlaubt, wobei der Gesetzgeber über die Rückstandshöchstmengen-Verordnung Grenzwerte im Endprodukt auch für Importwaren festgelegt hat, um Missbrauch zu vermeiden.
Den eingesetzten Futtermitteln werden häufig Futtermittelzusatzstoffe wie beispielsweise Vitamine und Mineralstoffe zugesetzt. Diese müssen in Europa zunächst durch die EFSA geprüft und vom Gesetzgeber zugelassen werden. Das Gleiche gilt für Futtermittel aus gentechnisch veränderten Pflanzen.

## Geruch und andere Emissionen sowie Abfallentsorgung
Intensivtierhaltung und der Umgang mit ihren Abfällen kann in hohen Mengen umweltgefährdende, darunter stark geruchsintensive Luftschadstoffe freisetzen, wie Schwefelwasserstoff, Methan, Stäube , Bioaerosole, Lachgas (Distickstoffoxid) und vor allem Ammoniak. Die Emissionen in Oberflächen- und Grundwasser, Boden und Luft führen zur Übersäuerung, zur Überdüngung mit Nährstoffen (Stickstoff, Phosphor), zu Umweltbelastungen durch Krankheitserreger sowie zur diffusen Verbreitung von Schwermetallen und Pestiziden.
In dieser Einsicht und der Erkenntnis, dass die Landwirtschaft insbesondere durch ihre Viehhaltung für etwa für 90 % aller Ammoniakemissionen in ihrem Gebiet verantwortlich ist, hat die Europäische Union zur Verringerung dieser Gefahren die Regelung der Intensivtierhaltung von Schweinen und Geflügel in ihre Richtlinie 2008/1/EG (IVU-Richtlinie), ab 7. Januar 2013 Richtlinie 2010/75/EU über Industrieemissionen (IED) aufgenommen: Ab 40.000 Geflügel-, 2000 Mastschweine- und 750 Sauenplätzen schreibt sie die Anwendung der besten verfügbaren Techniken (BVT) vor; die Rinderhaltung ist (noch) nicht erfasst. Das dazu unter Leitung der Europäischen Kommission 2003 verfasste, 2017 überarbeitete BVT-Merkblatt nennt Maßnahmen, die Emissionen und Abfälle verringern, zu effizienterem Einsatz von Ressourcen sowie Energie führen und Unfällen vorbeugen sollen. Die Europäische Kommission organisierte eine Überarbeitung des BVT-Merkblattes unter Mitwirkung der Behörden der Mitgliedstaaten sowie der Industrie- und Umwelt-Verbändevertreter ("Sevilla-Prozess"). Die Industrieemissionsrichtlinie sieht vor, dass Genehmigungsauflagen überprüft und ggf. angepasst werden, sobald BVT-Schlussfolgerungen im EU-Amtsblatt veröffentlicht sind. Die betroffenen Betriebe müssen spätestens vier Jahre nach Veröffentlichung der BVT-Schlussfolgerungen die mit besten verfügbaren Techniken erreichbaren Standards einhalten.
Luftemissionen von mehr als 10 Tonnen Ammoniak müssen im Europäischen Schadstoffemissionsregister (E-PRTR) gemeldet werden, in dem jeder Betrieb mit Name, Standort und Emissionen des letzten Berichtsjahres aufgeführt ist.
Die Beseitigung und Verwertung von Abfällen der industrialisierten Tierproduktion ist auch seuchenhygienisch nicht unproblematisch. Deutschland und andere Länder diskutierten daher eine Begrenzung der Bestandsgrößen.

## Tierschutz

### Haltungsbedingungen

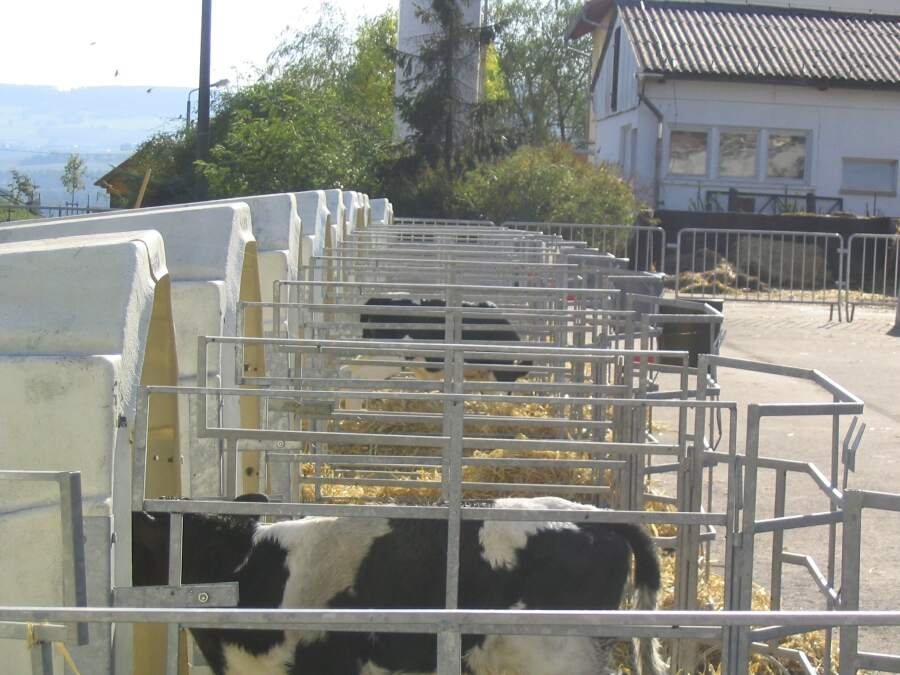
Kälberiglus

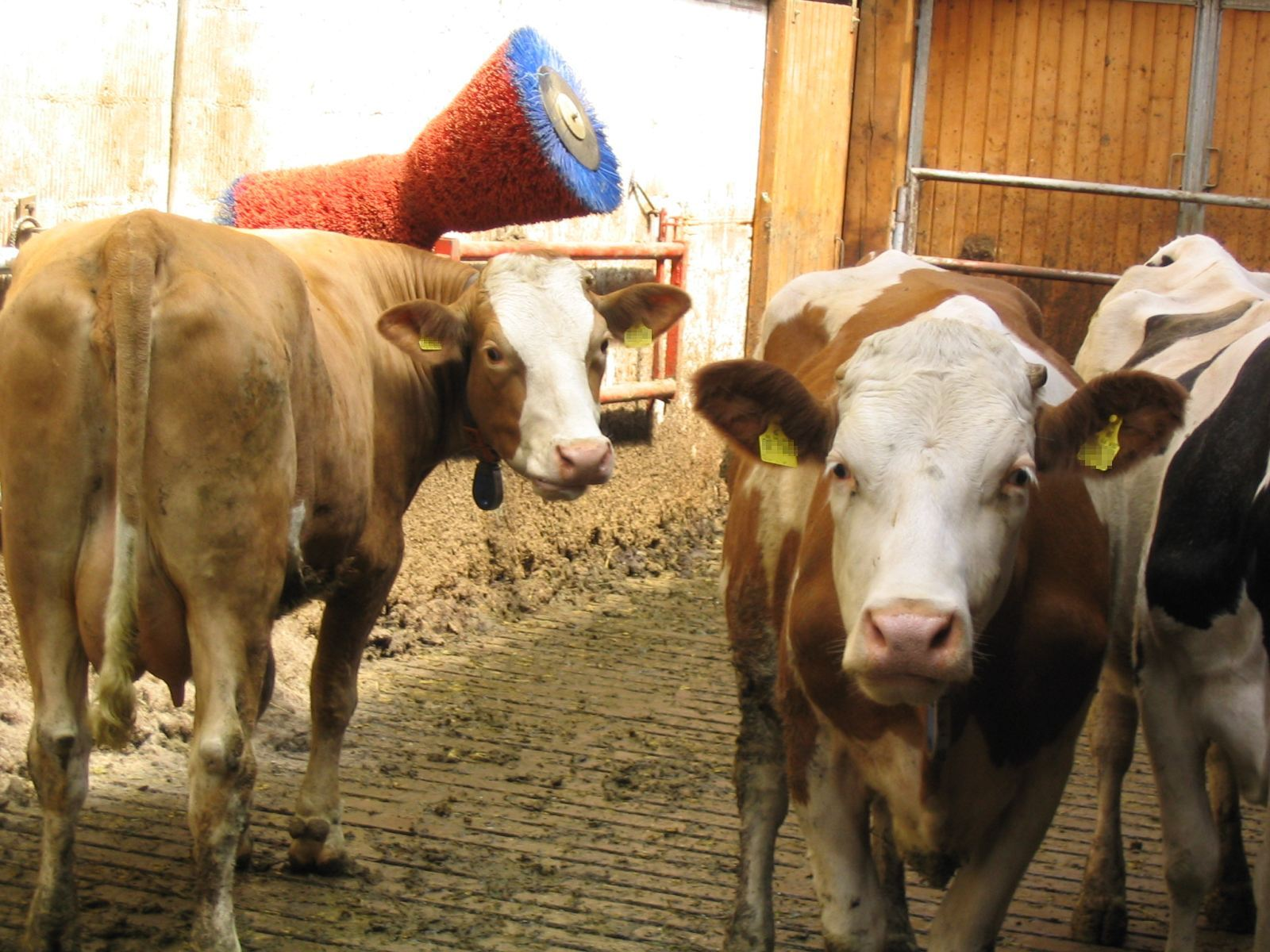
Enthornte Rinder auf einem Spaltenboden

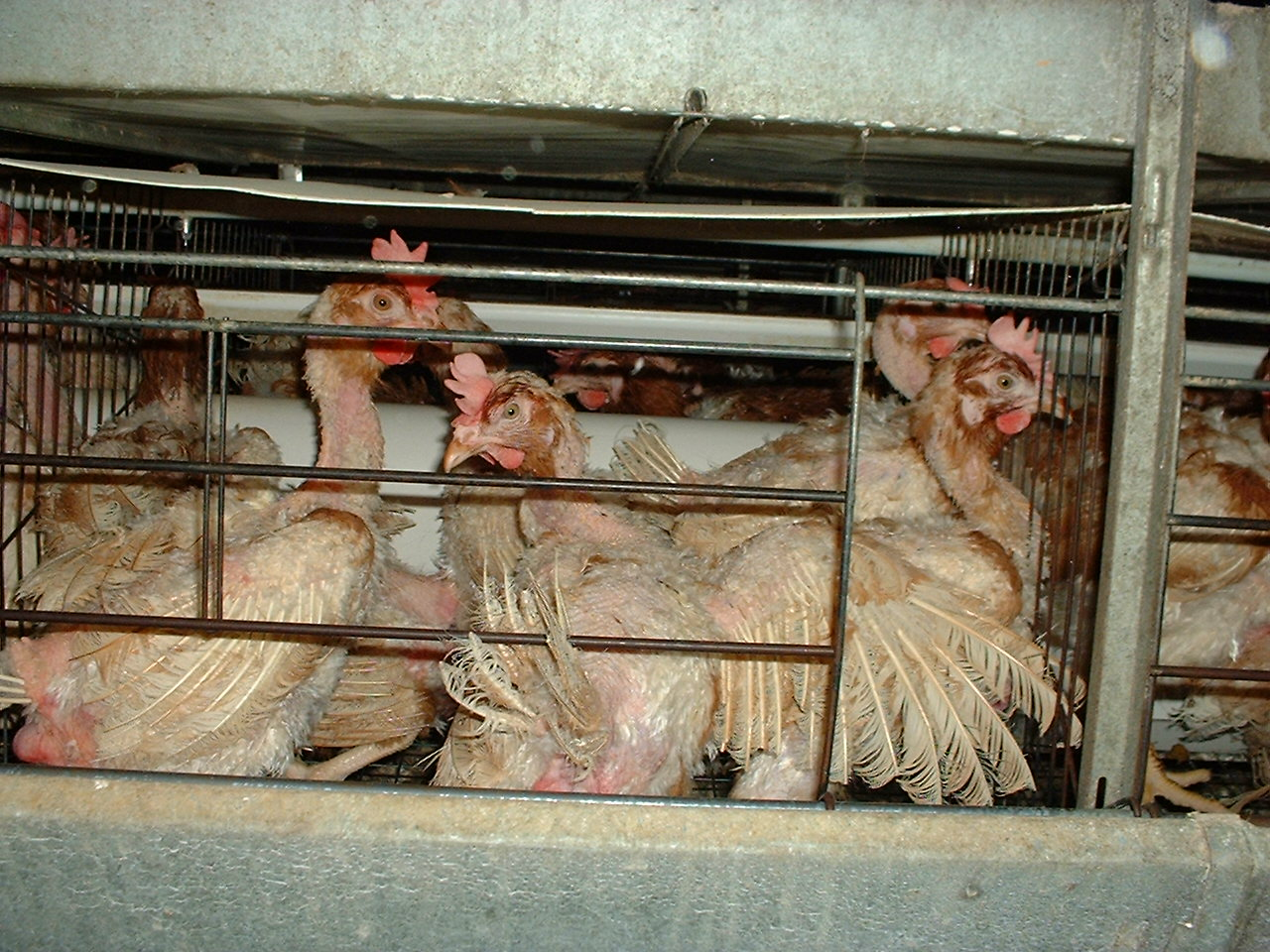
Legebatterien sind in Europa seit 2012 verboten.

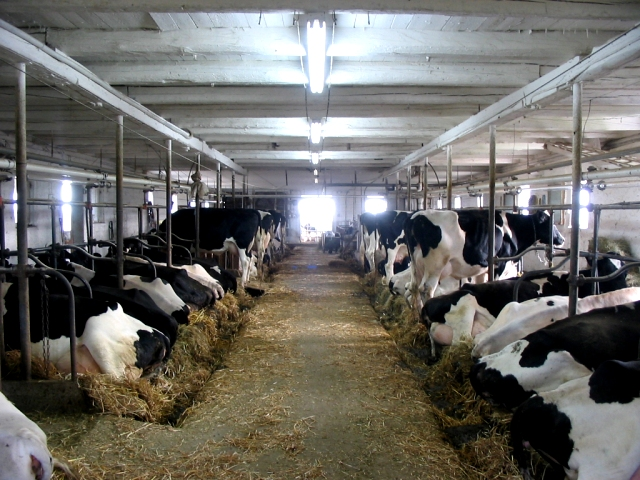
Kühe in einem Anbindestall, friesische Variante

In intensiven Haltungssystemen sind Tiere in ihrer Mobilität eingeschränkter als in extensiven Systemen. Häufig werden Jungtiere bereits wenige Stunden nach der Geburt von der Mutter getrennt, durch Maschinen ernährt und an ihren sozialen Interaktionen gehindert.
Der Deutsche Tierschutzbund kritisiert, dass Aspekte des Tierwohls in den Genehmigungsverfahren für Tierhaltungsanlagen nicht berücksichtigt und keine artgerechte Haltung betrieben wird. So wird das Töten von Eintagsküken, das Fehlen von Einstreu bei Spaltenböden sowie betäubungslose Ferkelkastration in der Schweineproduktion als problematisch angesehen. Das Fehlen von Tageslicht und der Bewegungsmangel führen häufig zu Aggressionen unter den Tieren. Um Verletzungen durch Artgenossen bei engen Haltungsbedingungen zu verhindern, werden Schwänze, Zähne und/oder Hörner von Schweinen und Rindern sowie Schnäbel von Geflügel oft kupiert. Außerdem wird von Fruchtbarkeitsproblemen bei Zuchtsauen berichtet. Bei Nicht-Nutztieren sind einige vergleichbare Eingriffe in Deutschland verboten. Entsprechende Ausnahmen finden sich im deutschen Tierschutzgesetz § 6. Nach § 5 ist für diese Eingriffe bei Jungtieren keine schmerzstillende Betäubung erforderlich.
Intensiv gehaltene Kühe und Schweine in Anbindeställen oder Kasten zeigen abnormales Verhalten wie Trauern, Leerkauen und Beißen in Eisenstangen. Daher wird in der modernen Tierhaltung die Haltung in Boxenlaufställen u. a. mit der Möglichkeit eines Auslaufs in Laufhöfen und Zugang zu Weiden empfohlen. Der Einsatz von Melkrobotern sichert dabei den Kühen jederzeit den Zugang zum Melken und steigert den Kuhkomfort. Extensiv gehaltene Milchkühe zeigen dagegen normales Sozialverhalten, selbstständige Fellpflege und Neugierde.
Eine britische Studie verglich die Wirtschaftlichkeit von Minimalstandards der EU-Richtlinie 91/630/EEC zur Schweinehaltung mit der eines Systems der Royal Society for the Prevention of Cruelty to Animals („Freedom Food“) sowie mit der von konventioneller und ökologischer Freilandhaltung. Dabei kam man zu dem Schluss, dass „Freedom Food“ und konventionelle Freilandhaltung 4–8 % und ökologische Haltung 31 % höhere Kosten verursachen. Mit Ausnahme der konventionellen Freilandhaltung sei jedoch bei allen Systemen durch den Preisaufschlag beim Endverbraucher ein Profit sichergestellt.
Die konventionelle Käfighaltung bei Legehennen wurde in Europa mittlerweile verboten. Die weiterentwickelte Form der Käfighaltung ist die Kleingruppenhaltung. Bei der Kleingruppenhaltung leben Hennen in einer kleinen Gruppe in einem strukturierten Abteil mit Liegebereich und größerer Grundfläche als bei der früheren Käfighaltung.
Die Europäische Behörde für Lebensmittelsicherheit hat Risiken für schlechtes Tierwohl bei Kälbern in Intensivhaltungssystemen klassifiziert. Ein hohes Risiko geht einher mit unzureichender Belüftung ohne angemessene Luftzirkulation, Luftgeschwindigkeit, Temperatur, einer ständigen Aufstockung der Tierbestände sowie einer Exposition gegenüber Krankheitserregern, die Erkrankungen der Atemwege und des Magen-Darm-Traktes verursachen. Ebenfalls ein Risiko ist ein unzureichender Zugang zu Wasser, hohe Feuchtigkeit, Zugluft im Innenraum, schlechte Luftqualität (Ammoniak, Bioaerosole und Staub), schlechte Bodenverhältnisse (zu breite Spalten, nicht rutschfest, nasse Liegeflächen, keine Einstreu), unzureichendes Licht für die Reaktion auf visuelle Stimuli, Trennung vom Muttertier und mangelhafte Reaktion von Tierhaltern auf Gesundheitsprobleme.
Den Problemen wird auf verschiedene Weisen zu begegnen versucht: Verbesserung der Haltungsbedingungen, Therapie mit Arzneimitteln und Fütterung und genetische Veränderung. Beispielsweise wird mit Zufütterung von Tryptophan das Aggressionspotential von Broilern verringert. Durch Zuchtwahl wird die genetische Veranlagung für Federpicken und Kannibalismus reduziert. Auch wurden in der Schweinehaltung Spielzeuge eingeführt, um dem natürlichen Spieltrieb gerecht zu werden.
In Zukunft könnten gentechnische Methoden dazu verwendet werden, das Schmerzempfinden und andere Emotionen von Nutztieren zu eliminieren oder zumindest signifikant zu reduzieren. Diese Methoden wurden bereits in Experimenten getestet und werden in der Neuroethik diskutiert.

### Transporte

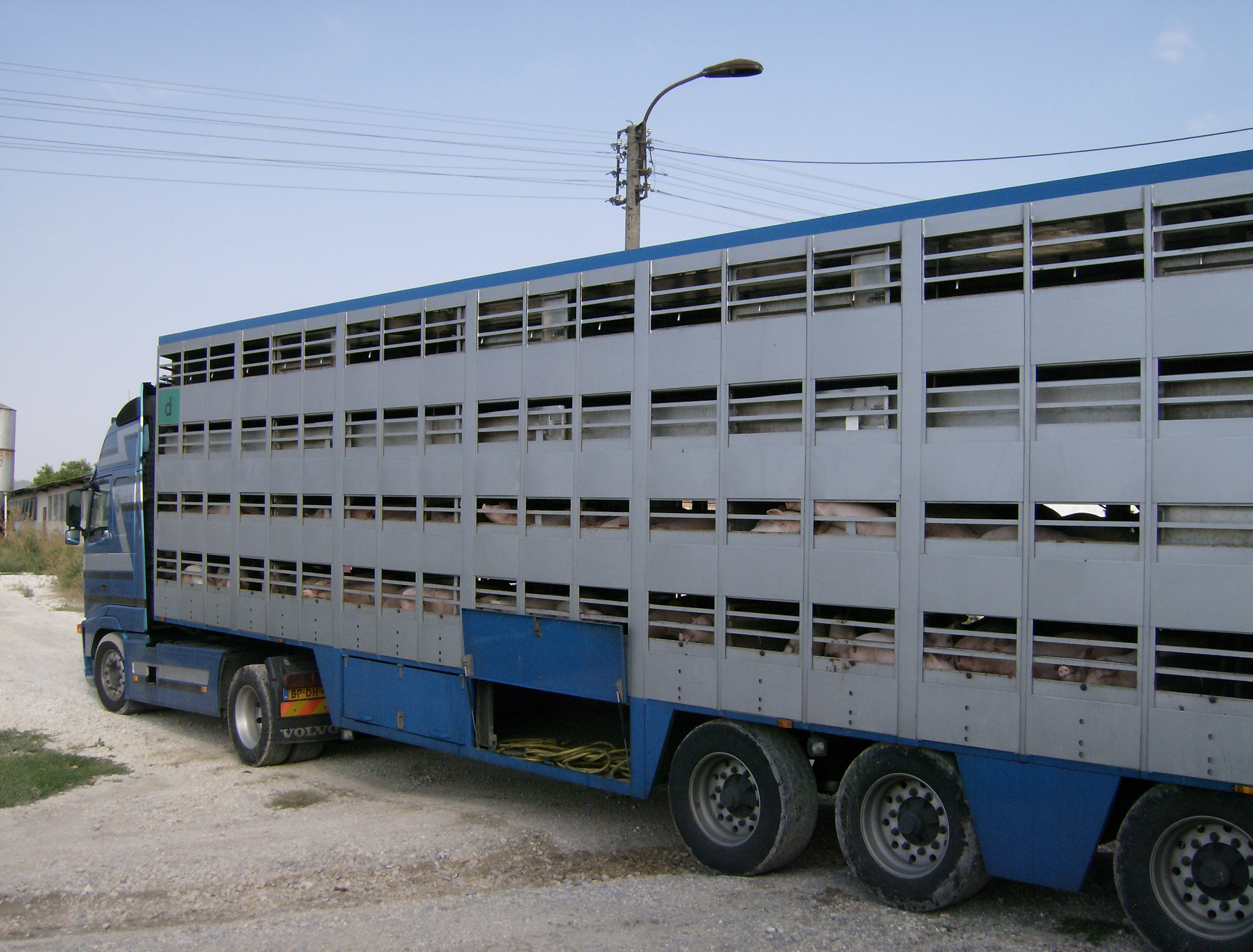
Schweinetransport

Tiere zeigen beim Transport erhöhte Stresssymptome. Dabei hängt die entwickelte Stressmenge von mehreren Faktoren ab, wie Erbanlagen und Erfahrung. So wurden bei Tieren aus intensiven Systemen geringere Stresslevel festgestellt als bei Tieren aus extensiver Haltung, da letztere nicht so sehr an Zusammenpferchung und Gerätschaften gewöhnt sind.
In der EU sind bei Tiertransporten eine regelmäßige Wasser- und Nährstoffversorgung sowie bestimmte Ruhezeiten vorgeschrieben.
Unter Verwendung geeigneter Transportfahrzeuge dürfen Schweine und Einhufer 24 Stunden transportiert werden. Für Kälber, Lämmer, Zickel, Fohlen sowie noch nicht abgesetzte Ferkel gilt eine verkürzte Transportdauer von 9 Stunden, bevor eine einstündige Pause eingelegt werden muss. Danach darf der Transport für weitere 9 Stunden fortgesetzt werden. Für andere Tierarten gelten 14 Stunden als maximale Transportdauer.

### Ethische Bewertungsversuche
Trotz der Schwierigkeiten beim Verständnis der Psyche anderer Spezies, besteht weitgehend Konsens, dass diese einfache Gefühle und Schmerzempfinden besitzen und intelligente Denkweisen zeigen. Die Wahl des Umgangs mit nichtmenschlichen Spezies ist häufig von unserem Verständnis vom Bewusstsein anderer Lebewesen beeinflusst. In der Ethik diskutiert man die Frage, inwiefern man bei Tieren von einem Wohlbefinden im anthromorphen Sinn sprechen kann. Tierisches Wohlbefinden wird dabei definiert als größtmögliche biologische Funktion, Freiheit von Leid im Sinne von anhaltender Angst oder Schmerz sowie positive Erlebnisse wie Komfort und Zufriedenheit. Wissenschaftliche Erkenntnisse stehen aufgrund des noch rudimentären Verstehens tierischer Emotionen sowie der weit verbreiteten Zusprechung menschlicher Eigenschaften auf Tiere (Anthropomorphismus), insbesondere Säugetiere, häufig nicht im Vordergrund der ethischen Bewertung. Stattdessen können ästhetische Faktoren eine Rolle spielen. Es konnte nachgewiesen werden, dass mehr Menschen anhand von Fotos, die Freilandhaltung und Käfighaltung zeigen, die erstere spontan bevorzugen.
Die intensive Tierhaltung ist unter Experten für Tierethik äußerst umstritten. So hält die überwiegende Mehrheit der Philosophen, die sich mit tierethischen Fragestellungen befassen, intensive Tierhaltung für ethisch nicht vertretbar und fordert deren Abschaffung in ihrer aktuellen Form. Die Kritik erfolgt dabei aus einer Vielzahl unterschiedlicher theoretischer Perspektiven und Denkschulen; hierzu gehören unter anderem utilitaristische, deontologische, feministische, mitleidsethische und tugendethische Ansätze. Zur akademisch-philosophischen Kritik der intensiven Tierhaltung gesellen sich außerdem zahlreiche populäre Bücher und Filme, die die intensive Tierhaltung auf Grundlage der gesellschaftlichen Alltagsmoral ablehnen. Auch Philosophen, die Modelle intensiver Tierhaltung prinzipiell für ethisch zulässig halten, sehen Reformbedarf bezüglich der aktuellen Haltungsformen. Philosophische Versuche, die intensive Tierhaltung in ihrer gegenwärtigen Form zu rechtfertigen, gibt es hingegen kaum.
Es gibt von verschiedenen philosophischen Standpunkten aus den Versuch, Tierrechte zu begründen.
Peter Singer argumentiert etwa von einer präferenzutilitaristischen Position aus, dass es keinen Grund gibt, Leid anderer Wesen nicht in die ethische Betrachtung und Bewertung einzubeziehen. In seinem Buch Animal Liberation kritisiert er die industrielle Tierhaltung in dem Punkt, dass deren oberstes Ziel Gewinnmaximierung und nicht Leidvermeidung ist. So wird eine gewisse Sterberate aufgrund der Haltungsbedingungen aus Kostengründen in Kauf genommen. Des Weiteren kritisiert er unnatürliche Lebensbedingungen, die Nutztieren nicht ausreichend Bewegung erlauben in Kombination mit schmerzhaften Amputationen, um stressbedingten Verhaltensstörungen entgegenzuwirken. So argumentiert er, dass es speziesistisch ist, in Tierschutzgesetzen nur Haustiere zu berücksichtigen und Ausnahmen für Nutztiere zu machen.
Tom Regans Position zeichnet sich dadurch aus, dass er moralische Grundsätze und Einsichten, die für Menschen als gültig betrachtet werden, ebenfalls für Tiere praktisch anwendet. Er versucht von einer deontologisch-nomologischen Position aus, viele Tiere wegen ihrer Fähigkeit zu einer inneren Perspektive als Subjekte eines Lebens wahrzunehmen und zu behandeln. Nicht als Mittel zum Zweck für andere zu dienen, wird für ihn als Grundrecht aller Wesen angesehen. Als Schlussfolgerung aus dieser Position müssten kommerzielle Jagd sowie Tierhaltung generell oder zumindest wesentlich weitreichender ausgeschlossen werden. Für ihn selbst bedeutet dies eine ethisch begründete vegane Lebensweise.

## Öffentliche Meinung
Während in den 1960er Jahren der Fokus der öffentlichen Diskussion noch hauptsächlich auf dem Tierschutz lag, kamen in den folgenden Jahrzehnten verschiedene Elemente hinzu. Laut der „Neuen Wahrnehmung“ (David Fraser) schadet die moderne Tierproduktion dem Tierschutz, wird kontrolliert von Geschäftsinteressen und dominiert von Profitstreben, erhöht den Welthunger, produziert ungesunde Lebensmittel und ist umweltschädlich. Branchenvertreter der Intensivtierhaltung haben darauf mit einem „neotraditionellen Porträt“ reagiert, demzufolge die moderne Tierproduktion das Tierwohl erhöht, hauptsächlich durch Familienbetriebe kontrolliert wird, durch das traditionelle Hüten von Tieren motiviert ist, die Welternährung verbessert, sichere und nahrhafte Lebensmittel produziert und häufig umweltfreundlich ist.
Dem Verbraucher sei es bei verarbeiteten tierischen Produkten (wie z. B. Schweinefleisch) praktisch nicht möglich, auf die Haltungsverfahren zu schließen. Lediglich eine Differenzierung zwischen „Öko“ und „konventionell“ ist möglich. Statt durch ein Kaufverhalten Signale an Hersteller und Landwirte zu senden, sehen diese sich wiederum einem stärker werdenden Preis- und Wettbewerbsdruck ausgesetzt. Den Medien kommt mittlerweile eine besondere Verantwortung zu, insbesondere da der Verbraucher einer wachsenden Gefahr einer Fehleinschätzung ausgeliefert wird. TV-Produktionen wie Ware Tier beteiligen sich an öffentlicher Meinungsbildung ebenso wie Tierrechtsorganisationen (z. B. Albert Schweitzer Stiftung, PETA).
In Deutschland finden jedes Jahr Demonstrationen unter dem Motto Wir haben es satt! mit teils mehreren zehntausend Teilnehmern gegen die Massentierhaltung statt.

### Europa
Im Rahmen der Nationalen Verzehrsstudie II in Deutschland gaben 69,8 % an, dass artgerechte
Tierhaltung für sie beim Einkauf wichtig ist.
In einer Studie der Georg-August-Universität Göttingen (2015) wurden deutsche Probanden zu ihrer Einstellung zur deutschen Tierhaltung befragt. Nur 26,8 % der Umfrageteilnehmer gaben an, Vertrauen in die deutsche Tierhaltung zu haben. In derselben Studie wurden den Probanden fünf Fotos aus einem Hähnchenmaststall gezeigt, der mit 40000 Tierplätzen eine für Deutschland typische Stallgröße aufwies. Die Probanden wurden angesichts der Fotos nach ihren Assoziationen gefragt. Über alle Bilder hinweg dominierten negative Assoziationen. Am häufigsten genannt wurden insgesamt die Begriffe „Massentierhaltung“, „Enge/wenig Platz“, „grausam/schrecklich“ und „Tierquälerei“.
Zwei im Rahmen des 6. EU-Forschungsrahmenprogramms durchgeführte Studien (2010) in Frankreich, Belgien, Dänemark, Deutschland, Spanien, Griechenland und Polen bezüglich Einstellungen zu Rind- und Schweinefleisch ergaben, dass Konsumenten die Entwicklung von Technologien befürworten, welche die Gesundheitseigenschaften und Lebensmittelsicherheit von Fleischprodukten verbessern, aber gleichzeitig eine negative Sicht auf ihrer Meinung nach exzessive Manipulation und Mangel an Natürlichkeit haben. Einer Befragung (2009) von knapp 2.000 Menschen in Belgien, Dänemark, Polen und Deutschland zufolge sind Tier- und Umweltschutz die wichtigsten Kriterien, anhand derer zwischen „guten“ und „schlechten“ Schweineproduktionssystemen unterschieden werden könne. So werden Schweinehaltungssysteme mit geringen Umweltschutzanstrengungen und Spaltenböden als besonders negativ betrachtet. Der Zusammenhang zwischen diesen Auffassungen und dem tatsächlichen Konsumverhalten ist jedoch schwach.
Eine Befragung (2007) von 1.500 Menschen in Großbritannien, Italien und Schweden ergab, dass viele Menschen unterschiedlichen Produktionssystemen unterschiedliche Grade an Tierschutz beimessen: 71 % der Briten, 65 % der Schweden und 47 % der Italiener gaben an, Eier aus Freilandhaltung gegenüber anderen Eiern zu bevorzugen. Diese hohen Anteile widersprechen jedoch den nationalen Konsumstatistiken. 77 % (79 %) der Italiener, 64 % (69 %) der Briten und 59 % (71 %) der Schweden gaben an, dass ihnen die Behandlung der Tiere wichtig sei. 78 % der Italiener, 57 % der Briten und 47 % der Schweden sagten, dass es wichtig sei, Tiere während eines Jahres teilweise in Freilandhaltung zu halten. Auf die Frage nach der Qualität des Tierschutzes im eigenen Land für Hühner, Milchkühe und Schweine waren sich die Befragten insofern einig, dass die Haltungsbedingungen bei Legehennen die schlechtesten seien. Schwedische Befragte schätzten die Haltungsbedingungen von Legehennen dabei deutlich besser ein als britische. Italiener hielten die Qualität der Haltungsbedingungen für Milchkühe und Schweine häufiger für schlechter als Briten und Schweden.
Laut einer repräsentativen Eurobarometer-Umfrage (2005) schätzte eine Mehrheit der Europäer die Lebensbedingungen für Legehennen als schlecht, für Schweine als mittelmäßig und für Milchkühe als gut ein. Der Tierschutz sollte nach Meinung der Befragten für Geflügel besonders gestärkt werden. 52 % der Befragten gaben an, dass sie beim Fleischkaufen selten oder nie an den Tierschutz denken. Innerhalb der EU-25 bestanden starke Unterschiede; in den neuen Mitgliedsstaaten waren die Anteile an Befragten, die beim Fleischkauf nicht auf das Tierwohl achten, am höchsten. Arbeitslose, Studenten, Männer und Menschen, die einen Bauernhof besucht haben, gaben seltener an, dass sie beim Kauf von Fleischprodukten an das Tierwohl denken. Als schwierig wird die Identifizierung von tierfreundlichen Produkten im Einzelhandel bezeichnet. Drei Viertel der Europäer sind indes der Meinung, dass Kaufentscheidungen das Tierwohl positiv beeinflussen können. Über die Hälfte hält die europäische Gesetzgebung im Bereich Tierwohl/Tierschutz für unzureichend, schätzt jedoch mehrheitlich den Schutz als besser oder gleichauf mit dem Rest der Welt ein.
Umfragen Ende der 1990er Jahre ergaben, dass die Besorgnis um den Tierschutz EU-15-weit vergleichbare Niveaus annimmt und dass Besorgnis um den Tierschutz (von etwa 80 % der Befragten) von Besorgnissen um Chemikalien, Rückstände und Hormone (90 %) übertroffen wird. Besorgnisse beziehen sich primär auf intensive Produktionsmethoden (Beispiel Käfighaltung), wobei Konsumenten Tierschutz durch Anthropomorphismus zu beurteilen scheinen. Häufig wird Bezug auf die Konzepte „natürlich“ oder „human“ genommen. Konsumenten könnten einige Elemente der Intensivtierhaltung somit als inakzeptabel betrachten, während Wissenschaftler diese nicht als problematisch empfinden.

### Nordamerika
Eine unabhängige, nationale, randomisierte Umfrage unter Erwachsenen in den USA ergab, dass 57 % der Befragten den Begriff „factory farming“ schon gehört haben und mit der Aufzucht von Nutztieren in Verbindung brachten. Zudem hat der Terminus einen negativen Eindruck bei der Viehhaltung hinterlassen. Es konnte eine Bildungs- und Einkommensabhängigkeit ermittelt werden: unter den Bürgern mit einem Einkommen >$50,000 war der Begriff bei 64 % der Befragten bekannt, bei College-Absolventen kannten ihn 68 %. Auf die Frage nach betroffenen Tierarten nannten 74 % Hühner und 51 % Rinder. 32 % der Befragten assoziierten Gefangenschaft, Probleme mit der Tiergesundheit und die Verwendung von Chemikalien/Steroiden, Gesundheits- und Krankheitsproblematiken. 26 % hatten Bedenken bei der Sauberkeit. 21 % bemängelten fehlenden Tierschutz sowie unmenschliche Praktiken, Misshandlungen und die Behandlung von Tieren, als wären sie Maschinen auf einem Fließband. 15 % assoziierten Effizienz, Ökonomie und Massenproduktion. Nur 8 % sahen einen Zusammenhang mit hohen Tierzahlen und die Eigentümerschaft durch große Firmen. 54 % der Befragten glaubten, dass Fleisch aus dem Supermarkt aus Intensivtierhaltung stammt, und von diesen hatten 40 % Bedenken bei der Lebensmittelsicherheit.

### Südamerika
Eine Conjoint-Analyse auf Basis einer Befragung (2009) von 475 Brasilianern zur Schweinehaltung ergab drei Cluster: Durchschnitts-, umweltbewusste sowie traditions- und tierschutzbezogene Bürger. Die meisten Konsumenten (Durchschnittscluster) bevorzugen (72 %) kleine Betriebe mit Einstreu, in denen etwas Wert auf Umweltschutz und auf eine Fütterung mit dem Ziel der Produktion gesunder Fette gelegt wird. Diese Präferenzen seien schwer untereinander und mit der derzeitigen Praxis der brasilianischen Schweineproduktion vereinbar. Die Studie zeigt zudem, dass eine schwache Verbindung zwischen den geäußerten Präferenzen und dem tatsächlichen Kaufverhalten besteht.